# (10140) Villon
(10140) Villon est un astéroïde de la ceinture principale.

## Description
(10140) Villon est un astéroïde de la ceinture principale. Il fut découvert par Eric Walter Elst le 19 septembre 1993 à Caussols. Il présente une orbite caractérisée par un demi-grand axe de 2,42 UA, une excentricité de 0,131 et une inclinaison de 2,62° par rapport à l'écliptique.
Il fut nommé en hommage à François Villon (1431-1463), un des plus grands poètes français.

## Compléments